# Nanaguna orbiculigera
Nanaguna orbiculigera är en fjärilsart som beskrevs av Turner 1936. Nanaguna orbiculigera ingår i släktet Nanaguna och familjen trågspinnare. Inga underarter finns listade i Catalogue of Life.